# Kommandoflagga
Kommandoflagga, en typ av fälttecken, är personliga befälstecken för att utmärka militära chefer. De hissas på flaggstänger.

## Sverige
Kommandoflagga kallades tidigare en 90 till 100 centimeter lång flagga, som fördes efter en armés högste befälhavare för att inför egna trupper ange deras uppehållsplats.
Den svenska kungliga flaggan, som fördes efter kungen, var en svensk flagga på vit botten med en kunglig krona i korset. En arméchef hade en helblå flagga med tre kronor, en fördelningschef en blå- och gulrandig med arméfördelningens nummer i mitten. Lägre befälhavare hade vanligen ingen liknande flagga.

## Storbritannien

### RAF
Kommandoflaggor, Command Flags, förs också i det brittiska flygvapnet. De är i storleken 61 cm x 91 cm och hissas på flaggstång för att visa chefens grad.
| Marshal of the RAF fältmarskalk | Air Chief Marshal general | Air Marshal generallöjtnant | Air Vice Marshal generalmajor | Air Commodore brigadgeneral | Group Captain överste | Wing Commander överstelöjtnant | Squadron Leader major |

Militär ledamot av Air Force Board (flygvapenstyrelsen)
Flygbaschef